# Fillagring
för fillagring på en dedikerad enhet se Datorminne.
Fillagring är en tjänst tillgänglig på Internet för att lagra datafiler. Den möjliggör för en användare att ladda upp datafiler som sedan kan hämtas ner till valbar utrusning som är anknuten till internet. Fillagring är ofta en funktion i en bredare molntjänst.
Åtkomst sker vanligtvis via http och/eller ftp och lösenord kan krävas för tillgång.
Funktionen används för att lagra dokument, bilder och andra filer, vilka därigenom kan göras tillgängliga från olika platser och terminaler.
Det finns både gratistjänster och betaltjänster för fillagring på Internet. Oftast är gratistjänsten reklamfinansierad. Betaltjänster ger mer utrymme och avancerade funktioner för gruppdelning, vilka är lämpliga för företag och organisationer.

## Exempel på tjänster
- Dropbox
- Icloud
- Diino